# ヒース
ヒース（heath）は、本来はイギリス北部、アイルランドなどにおける平坦地の荒地のこと。
薄い表土と砂でできており、耕作や牧畜には適さず人口密度は低い。表土に生えるヒース(heath)やヘザー(heather)と呼ばれるエリカ属の植物によって砂の飛散が抑えられている。ヒース荒地は概ね広大で未整備であり、かつては居住はおろか移動の障害ともなった。
17世紀の調査ではムーアなどの荒地を含め、イングランドとウェールズ全体で800万エーカーの荒地が存在したが、18世紀の囲い込みによって耕地化が試みられた。今日でもイングランドには500万エーカーの荒地が残されている。
古の多くの文筆家にとってヒース荒地は呪わしい不毛な場所だったが、リンカン・ヒースのように、ヒースの野原を景観に取り入れた地域もある。

## ヒースの植生
ヒース荒地の植生を構成するエリカ属の植物もヒースと呼ばれる。ハーブ類として使われるのは、ジャノメエリカ Erica canaliculataやエリカ Erica vulgarisを指すことが多い。秋に花を咲かせる野草。